# Homoeogenus schoppei
Homoeogenus schoppei là một loài bọ cánh cứng trong họ Psephenidae. Loài này được Lee, Freitag & Jäch miêu tả khoa học đầu tiên năm 2005.